# Krasków (Grójec)
Krasków – przysiółek wsi Grójec w Polsce, położony w województwie świętokrzyskim w powiecie ostrowieckim w gminie Ćmielów.
W latach 1975–1998 przysiółek administracyjnie należał do województwa kieleckiego.